# Nancy Hartsock
Nancy C.M. Hartsock (1943–2015) foi uma professora de Ciência Política e Estudos sobre Mulheres (atualmente chamados de Estudos de Gênero, Mulheres e Sexualidade) na Universidade de Washington, de 1984 a 2009.

## Vida pessoal e educação
Hartsock nasceu em 1943 em uma família metodista de classe média baixa, em Ogden, Utah. Ela frequentou o Wellesley College. Enquanto estava lá, Hartsock se envolveu no Wellesley Civil Rights Group. Este grupo forneceu aulas particulares em Roxbury e Boston, Massachusetts, além de trabalhar com a Associação Nacional para o Progresso de Pessoas de Cor (NAACP) de Boston.
Após concluir a faculdade, Hartsock foi fazer seu mestrado na Universidade de Chicago. Lá, ela se envolveu com um grupo de organização comunitária chamado The Woodlawn Organization, fundado pelo ativista Saul Alinsky.
Quando Martin Luther King levou os movimentos dos Direitos Civis para o norte, Hartsock participou de marchas para apoiar esse movimento. Após esta marcha, ela ajudou a iniciar um grupo de estudantes mulheres de pós-graduação em Ciência Política.
Hartsock recebeu seu PhD em Ciência Política pela Universidade de Chicago em 1972. Ela era uma musicista experiente e, antes de sua dissertação, Hartsock construiu e tocou cravo. Hartsock também demonstrou interesse em hipismo, gastronomia, viagens e arte.

## Carreira
Hartsock foi uma filósofa feminista conhecida por suas contribuições à epistemologia feminista e à teoria do ponto de vista, especialmente por meio do ensaio de 1983 "O ponto de vista feminista".  Nesse trabalho, ela integrou as teorias de Melanie Klein sobre psicanálise e o complexo de Édipo. Sua teoria do ponto de vista tem origem no marxismo, que defende que o proletariado possui uma perspectiva única sobre as relações sociais, sendo esta a única capaz de revelar a verdade. Hartsock traçou uma analogia entre o trabalho industrial do proletariado e o trabalho doméstico das mulheres, demonstrando que estas também podem desenvolver um ponto de vista distinto.
O livro "O Ponto de Vista Feminista Revisitado e Outros Ensaios" foi publicado em 1998.
Hartsock lecionou no Departamento de Ciência Política da Universidade de Michigan. Após um período de 3 anos, ela se mudou para Washington, DC, e fez um curso no Instituto para Estudos Políticos (IPS) sobre teoria feminista em 1973. Depois, ela passou a fazer parte da equipe da Quest., uma publicação feminista e de justiça social que teve relevância no movimento feminista da época. Ela trabalhou no departamento de assinaturas, onde escrevia e editava. A Quest. foi publicada por quase 10 anos.
Após deixar a Quest., ela lecionou Ciência Política na Universidade Johns Hopkins. Lá ela também ajudou a promover o esforço para trazer os Estudos de Mulheres para a Universidade. Vários anos depois, ela se mudou para a Universidade de Washington e soube que os Estudos de Mulheres na Johns Hopkins haviam se tornado um curso.
Mais tarde, ela focou sua atenção no trabalho feminino. Especificamente, na dinâmica política e econômica da globalização. Hartsock aposentou-se em 2009.
Ela serviu como presidente da Associação de Ciência Política Ocidental (1994–95) e foi cofundadora do Centro para Mulheres & Democracia em Seattle, Washington, e diretora fundadora (1999-2000).

## Morte e legado
Em 1985, Hartsock foi diagnosticada com câncer de mama em estágio avançado e viveu por mais 30 anos. Ela faleceu em 19 de março de 2015, em Seattle, Washington.
Antes de sua aposentadoria em 2009, Hartsock estabeleceu o Prêmio Nancy C.M. Hartsock para Melhor Trabalho de Pós-Graduação em Teoria Feminista. Estudantes de qualquer faculdade e departamento podem se inscrever.

## Prêmios
- Prêmio Mentor de Distinção da American Political Science Association Women's Caucus (1993, ganho)[6]